# Philippe Reypens
Philippe Reypens, né à Bruxelles, est un producteur et réalisateur belge.

## Biographie
Philippe Reypens reçoit une formation de journaliste et de scénariste à l'Université libre de Bruxelles (ULB).
Ex-choriste et mélomane, c'est tout naturellement de musique vocale qu'il est question dans ses premiers films. En 1998, il produit et réalise en partenariat avec plusieurs chaînes de télévision dont Arte L'Or des anges, documentaire de création sur la tradition maîtrisienne en Europe occidentale. Plusieurs formations vocales de renom y participent, parmi lesquelles les Petits Chanteurs de Vienne, le Knabenchor Hannover ou encore la Manécanterie des Petits Chanteurs à la croix de bois. Le film rencontre un large succès en télévision et est vendu dans huit pays (dont le Canada, les États-Unis et le Japon).
Philippe Reypens poursuit sa réflexion autour de la voix humaine à travers Un peu de fièvre (2003), court-métrage de fiction traitant de la reconversion d’un chanteur ayant perdu sa voix de soprano avec la mue en violoncelliste. Le film reçoit le prix du meilleur film de court métrage décerné par la télévision belge RTBF et est diffusé sur de nombreuses chaînes francophones (RTBF, France 3, Be TV).
En 2004, le quotidien belge Le Soir révèle une polémique opposant le réalisateur belge au réalisateur et au producteur du film Les Choristes au sujet de son origine et de la paternité d'une série de scènes originales, et ce à la suite de la parution d'un DVD de compilation de ses œuvres intitulé Le Monde des choristes; œuvres préparatoires à un long métrage de fiction sur ce thème. Le Parisien est le seul quotidien français à relayer l'information.
En 2006, il produit et réalise, toujours en partenariat avec Arte, Le Songe, moyen-métrage de fiction abordant le thème de la photographie et de la création artistique.
En 2012, il tourne Eliot, dernier volet de la trilogie artistique. Le film met en scène un cinéaste en herbe dans les années 80, qui a une tendance à confondre réalité et fiction, et qui une fois adulte change son propre destin dans un film d'inspiration autobiographique qu'il réalise. Il a été partiellement financé par le système du crowdfundinget diffusé sur de nombreuses chaînes francophones (Be TV, TV5 Monde, RTBF).
L'Échappée sauvage est un court métrage micro budget, sans dialogue, flirtant avec la chanson de Jónsi Boy Lilikoi, que Philippe Reypens tourne en été 2016 et récompensé du prix « Coup de Cœur » Be TV au 25e Festival Le Court en dit long : l'histoire d'un garçon solitaire issu de la bourgeoise et venant de la ville qui se laisse entraîner au cœur de la forêt par deux enfants de la campagne dont une jeune fille dont il tombe amoureux.
Higgi, Inspiring Voices sort en salles en Belgique le 3 octobre 2018. Il s'agit d'un long métrage documentaire que Philippe Reypens réalise avec Loïc Porcher relatant les dernières semaines du professeur Edward Higginbottom à la tête du chœur qu’il a dirigé pendant trente-huit ans, le célèbre New College Choir Oxford. Le quotidien La Libre Belgique évoque un « rare exemple de documentaire consacré à la musique classique » et un « film sensible et précis » ; Louis Danvers écrit dans l'hebdomadaire Focus Vif que « l'intérêt est constant, et l'émotion très présente ». Le célèbre critique de films Hugues Dayez déclare sur les antennes de la RTBF : « Pas besoin d’être spécialiste de Bach ou de Pergolèse pour être ému et fasciné par l’enseignement de cet homme, par la leçon de vie qu’il donne : un mélange délicieux de talent, de culture, de modestie et de discipline. Si le style du film est sans surprise, son sujet – Higgi – est exceptionnel. »
Le film sort en coffret DVD sous le titre Inspiring Voices chez EuroArts, distribué par Warner Classics. Il inspire la création de la Music Academy de Flagey.

## Filmographie
(réalisateur et producteur)
- 1989 : Hommage à la photographie (court métrage)
- 1997 : Le Duo des chats (court métrage) visible dans L'Or des anges
- 1998 : L'Or des anges (docufiction)
- 2002 : Rejoice (documentaire)
- 2003 : Un peu de fièvre (court métrage)
- 2006 : Le Songe (court métrage)
- 2013 : Eliot (moyen métrage)
- 2017 : L'Échappée sauvage (court métrage)
- 2018 : Higgi, Inspiring Voices (long métrage), en co-réalisation avec Loïc Porcher

## Distinctions
- 2003 : Prix La Deux-Tout court de la RTBF, Festival Media 10-10 (Namur), pour Un peu de fièvre
- 2006 : Prix de la Meilleure Image, Festival Media 10/10 (Namur), pour Le Songe
- 2013 : Sélection WBI Short Film Corner Festival de Cannes pour Eliot
- 2014 : Award in Gold, 42e Festival of Nations (Lenzing), pour Eliot
- 2017 : Prix « Coup de Cœur » Be TV au 25e Festival Le Court en dit long (Paris) pour L'Échappée sauvage
- 2019 : Sélection au Master of Art Film Festival pour Higgi, Inspiring Voices
- 2019 : Lauréat du On Art Film Festival pour Higgi, Inspiring Voices
- 2019 : Sélection au Beirut Art Film Festival pour Higgi, Inspiring Voices